# Râul Dâmbovnic
Râul Dâmbovnic este un râu din România, afluent al Neajlovului în care se varsă în apropiere de localitatea Vadu Lat, județul Giurgiu. Izvorăște din Podișul Getic.